# Nombre cyclique (théorie des groupes)
Ne doit pas être confondu avec Nombre cyclique en notation positionnelle.
En théorie des groupes, un nombre cyclique est un entier n tel qu'il n'existe qu'un groupe fini d'ordre n (à isomorphisme près) : le groupe cyclique (ℤ/nℤ, +), ou encore, un entier n tel que tout groupe d'ordre n soit cyclique.
De même, un nombre abélien est un entier n tel que tout groupe d'ordre n soit abélien. 
Tout nombre cyclique est abélien, et tout nombre abélien est nilpotent. L'appartenance d'un entier à l'une de ces classes se lit sur sa décomposition en facteurs premiers.

## Exemples etcontre-exemples
- Le nombre 1 est cyclique (voir « Groupe trivial »).
- Tout nombre premier est cyclique (voir « Applications du théorème de Lagrange »).
- Le nombre 15 est cyclique (voir « Applications des théorèmes de Sylow »).
- Tout carré d'un nombre premier est abélien mais non cyclique (voir « Remarque sur les p-groupes »).
- Aucun nombre pair supérieur ou égal à 6 n'est abélien (voir « Groupe diédral »).
- Aucun cube de nombre premier p n'est abélien (voir « Groupe de Heisenberg sur Fp »).
- Tout diviseur d'un nombre abélien (resp. cyclique) est abélien (resp. cyclique) (voir « Produit direct »).

Voir aussi : « Liste des petits groupes ».

## Caractérisation
Soit p1k1 … prkr la décomposition de n en facteurs premiers (avec p1 < … < pr et ki ≥ 1).
- n est cyclique si et seulement si[1],[2],[3],[4],[5] n est premier avec φ(n), où φ désigne l'indicatrice d'Euler ou plus explicitement : si n est sans carré (c'est-à-dire que tous les exposants ki sont égaux à 1) et pour tout i < j, pi ne divise pas pj – 1.
- n est abélien si et seulement si[6],[4] n est « sans cube » (c'est-à-dire que pour chaque i, ki est égal à 1 ou 2) et pour tout i ≠ j, pi ne divise pas pjkj – 1.

Corollaires :
- Si n est abélien, le nombre de groupes abéliens d'ordre n est égal à {\displaystyle 2^{\sum (k_{i}-1)}}[4].
- Pour tous entiers naturels a et b non tous deux nuls, il existe une infinité de nombres abéliens contenant a facteurs premiers à la puissance 1 et b facteurs premiers à la puissance 2 (d'après le théorème de la progression arithmétique de Dirichlet)[7]. De même, pour tout a non nul, il existe une infinité de nombres cycliques ayant a facteurs premiers.

## Démonstration
Tout groupe cyclique est abélien, c'est-à-dire nilpotent de classe au plus 1. Or l'article détaillé montre que :
- l'entier n est nilpotent (i. e. tout groupe d'ordre n est nilpotent) si et seulement si pour tous i ≠ j et tout k compris entre 1 et ki, pj ne divise pas pik – 1 ;
- tout groupe d'ordre n est nilpotent de classe au plus c (pour c ≥ 1) si et seulement si, de plus, n est « sans puissances (c + 2)-ièmes ».

Les nombres abéliens sont donc les nombres nilpotents sans cubes. Montrons de même que les nombres cycliques sont les nombres nilpotents sans carré. Tout groupe nilpotent fini est produit direct de ses sous-groupes de Sylow ; il est donc cyclique si (et seulement si) ses sous-groupes de Sylow le sont. Par conséquent, l'entier n est cyclique si et seulement s'il est nilpotent et si de plus, chacun de ses facteurs primaires piki est un nombre cyclique, c'est-à-dire (voir supra) ki = 1.